# 黏山药
黏山药（学名：Dioscorea hemsleyi）为薯蓣科薯蓣属的植物。分布于老挝、柬埔寨、越南以及中国大陆的四川、云南、贵州、广西等地，生长于海拔2,000米至3,000米的地区，一般生长在山坡疏灌丛中，目前尚未由人工引种栽培。

## 别名
粘黏黏（云南）